# Rozengracht (Harlingen)
De Rozengracht is een gracht en een straat in de stad Harlingen in de provincie Friesland.
De Rozengracht ligt tussen de Zuiderhaven en de Bolwardervaart. Bij de Kerkpoortsbrug is er verbinding met de Zuidoostersingel langs het Harmenspark. Aan de Rozengracht staan elf rijksmonumenten, waaronder de Kleine Sluis, het Brandspuithuisje en pakhuizen De Hamer en Rozengracht 10. Bij Rozengracht 15 bevinden zich vier stroffelstiennen.

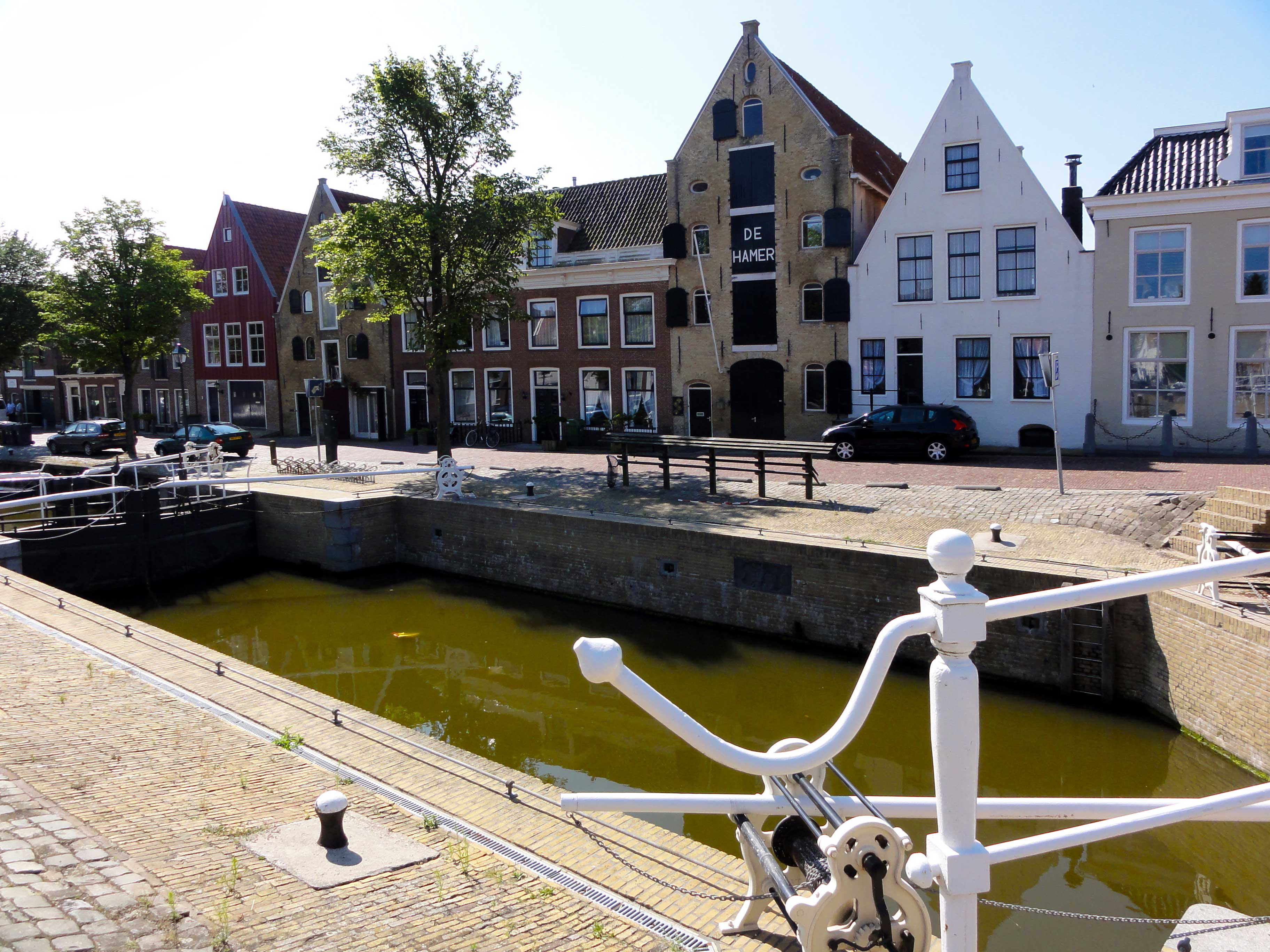
Pakhuis De Hamer aan de zuidzijde
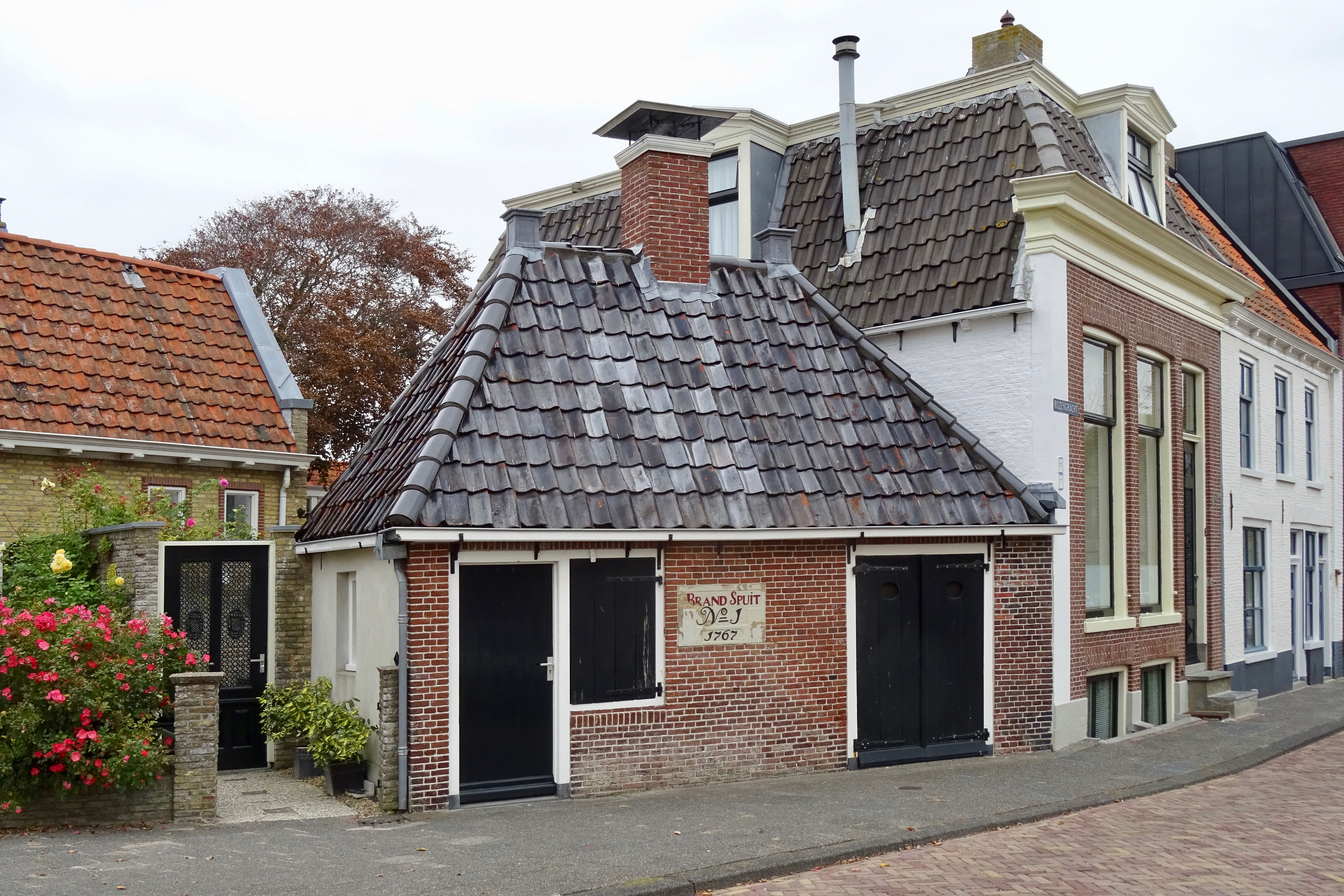
Brandspuithuisje aan de noordzijde
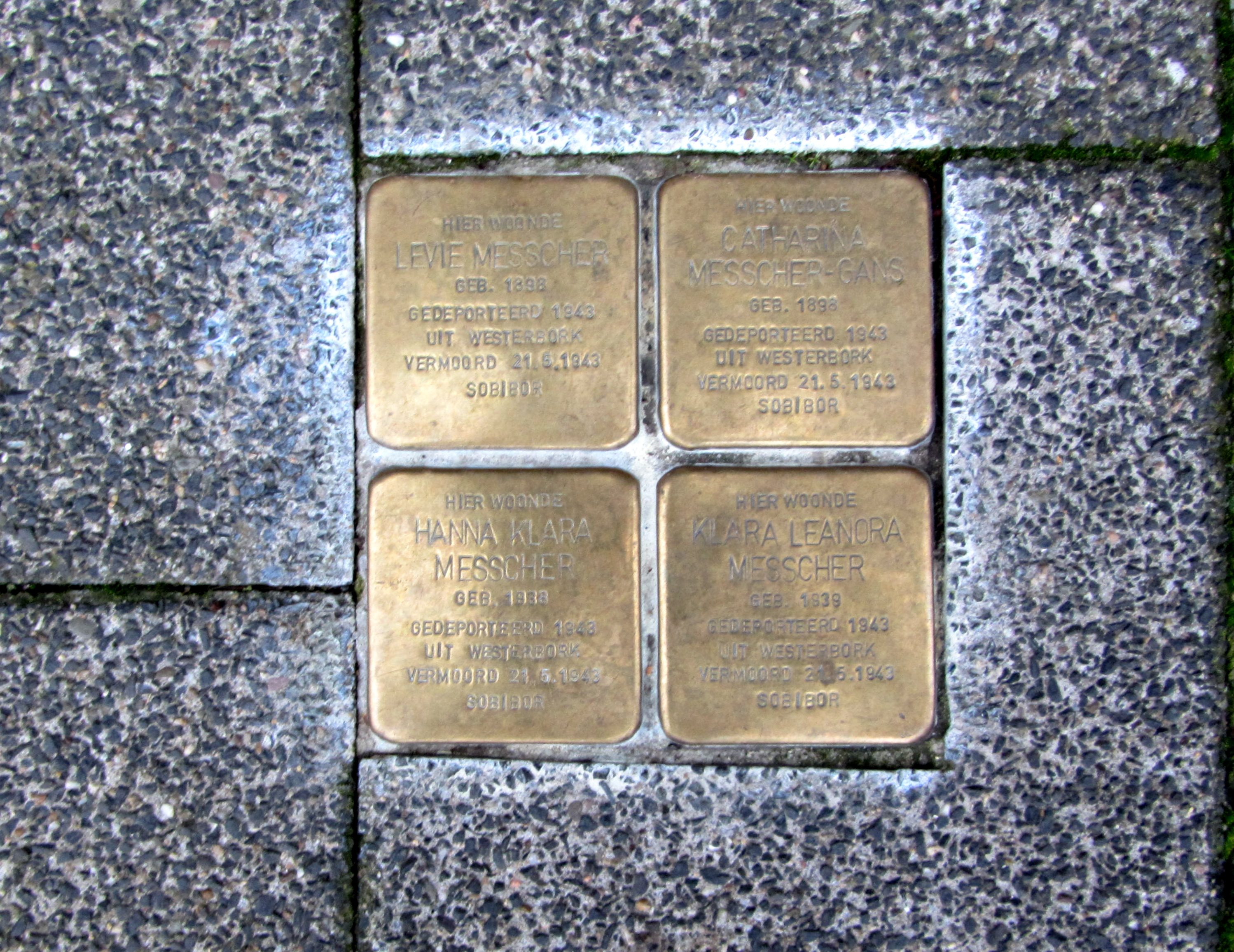
Stroffelstiennen bij Rozengracht 15